# 富蘭克林 (密歇根州)
富蘭克林（英語：Franklin）是位於美國密歇根州奧克蘭縣紹斯菲爾德鎮區的一個村。

## 人口
根據2020年美國人口普查的數據，富蘭克林的面積為6.90平方千米，當中陸地面積為6.90平方千米，而水域面積為0.00平方千米。當地共有人口3139人，而人口密度為每平方千米454人。